# Dr. Bird's Advice for Sad Poets
Dr. Bird's Advice for Sad Poets (Los consejos del doctor Bird para poetas tristes en España y Mi Psicólogo Imaginario en Hispanoamérica) es una película de comedia dramática estadounidense de 2021 escrita y dirigida por Yaniv Raz y protagonizada por Lucas Jade Zumann, Taylor Russell, Chase Stokes, Lisa Edelstein, David Arquette y Jason Isaacs. Está basada en la novela del mismo nombre de Evan Roskos.

## Reparto
- Lucas Jade Zumann como James Whitman
- Taylor Russell como Sophie
- Jason Isaacs como Carl
- Lisa Edelstein como Elly
- David Arquette como Xavier
- Chase Stokes como Martin
- Tom Wilkinson como La voz del Dr. Bird

## Lanzamiento
La película se estrenó bajo demanda el 12 de enero de 2021.

## Recepción
La película tiene una calificación del 80% en Rotten Tomatoes según cinco reseñas.
Sandie Angulo Chen de Common Sense Media otorgó a la película tres estrellas de cinco y escribió: "YA, una comedia dramática sobre la ansiedad tiene lenguaje, insinuaciones, bebida".
Cath Clarke de The Guardian también otorgó a la película tres estrellas de cinco y escribió: "El tema de la disfunción familiar se maneja con sensibilidad y cierta originalidad...".
Cyntia Vinney de Comic Book Resources le dio a la película una crítica positiva y escribió: "Sin embargo, nada de esto funcionaría si no fuera por la actuación seria y sincera de Zumann. Equilibra perfectamente la ansiedad de James con su dulzura subyacente, así como su idiosincrasia incómoda".
Glenn Kenny de The New York Times le dio a la película una crítica negativa y escribió: "La película se emborracha tanto con sus afectaciones estilísticas (y sus intentos sin gracia de comedia cerebral) que cuando recupera la sobriedad para tomar en serio la salud mental de James, es demasiado poco, demasiado tarde".